# Oukhta
Pour le cours d'eau, voir Oukhta (rivière).
Oukhta (en russe : Ухта) est une ville de la république des Komis, en Russie. Sa population s'élevait à 99 513 habitants en 2013.

## Géographie
Oukhta est située en Sibérie occidentale et arrosée par la rivière Oukhta, un affluent de la rivière Ijma et qui fait partie du bassin de la Petchora. Elle se trouve à 258 km au nord-est de Syktyvkar et à 1 248 km au nord-est de Moscou.
À l'ouest, Oukhta est bordée par le raïon de Kniajpogost, Sosnogorsk à l'est, le raïon d'Ijma au nord ainsi que par le raïon d'Oust-Koulom et le raïon de Kortkéros au sud.

## Histoire
Bien que faisant partie de la république des Komis, elle est peuplée majoritairement de Russes et Ukrainiens. La présence de pétrole le long de la rivière Oukhta est connue depuis le XVIIe siècle. Au milieu du XIXe siècle, l'industriel M.K. Sidorov fit réaliser le premier forage dans la région. En 1931, le village de Tchibiou est créé sur l'emplacement de la ville actuelle. Il accède au statut de commune urbaine en 1939 et reçoit son nom actuel. En 1943, Oukhta reçoit le statut de ville. Sa croissance est liée à la présence de gisements de gaz et de pétrole. La ville se développe dans les années 1940 et 1950 grâce au travail des détenus des camps du Goulag, très nombreux dans la région.

## Population
Recensements (*) ou estimations de la population
| 1939* | 1959*  | 1970*  | 1979*  | 1989*   |
| ----- | ------ | ------ | ------ | ------- |
| 2 669 | 36 154 | 62 923 | 87 467 | 110 548 |

| 2002*   | 2006    | 2010*  | 2012   | 2013   |
| ------- | ------- | ------ | ------ | ------ |
| 103 340 | 103 300 | 99 591 | 99 847 | 99 513 |

| 2019   | 2020   | 2021   | - | - |
| ------ | ------ | ------ | - | - |
| 95 960 | 93 716 | 79 899 | - | - |

## Économie
Oukhta fait partie du bassin de la Petchora qui constitue une zone de production importante de gaz et de pétrole. Les champs de pétrole se situent juste au sud de la ville. Une partie du pétrole est raffiné sur place, le reste étant envoyé par des oléoducs à des raffineries situées à Moscou et Saint-Pétersbourg.

## Personnalités liées à la ville
- Valeria Porokhova (1940-2019), traductrice russe, née à Oukhta.
- Sergueï Kapoustine (1953-1995), joueur de hockey sur glace russe, né à Oukhta.
- Viktor Alexandrovitch Liapkalo, (1956-), peintre russe, né à Oukhta.
- Roman Abramovitch (1966-), milliardaire russe, a vécu à Oukhta de 1970 à 1974.
- Aleksandr Sukhorukov (1988-), nageur russe médaillé olympique, né à Oukhta.

## Jumelages
| Ville | Ville      | Pays | Pays   |
| ----- | ---------- | ---- | ------ |
|       | Narian-Mar |      | Russie |